# هانز هالبرشتات
هانز هالبرشتات (1885 – 22 سبتمبر 1966) هو مبارز بالسيف ألماني راحل، مثّل بلاده في الألعاب الأولمبية الصيفية 1928.

## روابط رياضية
هانز هالبرشتات على موقع أوليمبيديا (الإنجليزية)